# Liste du patrimoine immobilier classé de Namur
Cette page regroupe l'ensemble du patrimoine immobilier classé de la ville belge de Namur.
| Objet | Année de construction / Architecte | Adresse                                             | Section communale    | Coordonnées                      | Numéro d’inventaire | Illustration |
| --- | ---------------------------------- | --------------------------------------------------- | -------------------- | -------------------------------- | ------------------- | --- |
| Hôtel de Gaiffier d'Hestroy |                                    | Rue de Fer, n°24                                    | Namur                | 50° 27′ 56″ nord, 4° 51′ 55″ est | 92094-CLT-0001-01   | Hôtel de Gaiffier d'Hestroy |
| Presbytère de la paroisse Saint-Loup |                                    | Rue du Collège, n°17                                | Namur                | 50° 27′ 49″ nord, 4° 51′ 48″ est | 92094-CLT-0002-01   | Presbytère de la paroisse Saint-Loup |
| L'Église Saint-Loup de Namur |                                    | Rue du Collège                                      | Namur                | 50° 27′ 50″ nord, 4° 51′ 48″ est | 92094-CLT-0003-01   | |
| L'Église Saint-Joseph de Namur |                                    | Rue de Fer                                          | Namur                | 50° 27′ 57″ nord, 4° 51′ 53″ est | 92094-CLT-0004-01   | |
| Pompe publique du Marché aux légumes |                                    | Place Marché-aux-Légumes                            | Namur                | 50° 27′ 48″ nord, 4° 51′ 54″ est | 92094-CLT-0005-01   | Pompe publique du Marché aux légumes |
| Ancien palais épiscopal, actuellement Palais du Gouvernement Provincial |                                    | Place Saint-Aubain                                  | Namur                | 50° 27′ 51″ nord, 4° 51′ 41″ est | 92094-CLT-0006-01   | |
| Cathédrale Saint-Aubain |                                    | Place Saint-Aubain                                  | Namur                | 50° 27′ 52″ nord, 4° 51′ 36″ est | 92094-CLT-0007-01   | |
| Porte de Sambre et Meuse, Rue du Pont |                                    | Rue du Pont                                         | Namur                | 50° 27′ 44″ nord, 4° 52′ 07″ est | 92094-CLT-0008-01   | Porte de Sambre et Meuse, Rue du Pont |
| L'ancienne pompe publique, place de l'Ange | 1791 François-Joseph Denis         | Place de l'Ange                                     | Namur                | 50° 27′ 51″ nord, 4° 51′ 55″ est | 92094-CLT-0009-01   | L'ancienne pompe publique, place de l'Ange |
| Athénée Royal et École du 4e degré, (ancien collège des Jésuites) |                                    | Rue du Collège N°2-8                                | Namur                | 50° 27′ 50″ nord, 4° 51′ 45″ est | 92094-CLT-0010-01   | |
| Le beffroi |                                    | Rue du Beffroi                                      | Namur                | 50° 27′ 50″ nord, 4° 52′ 01″ est | 92094-CLT-0011-01   | |
| Musée Archéologique, ancienne boucherie et Halle al'Chair |                                    | Rue du Pont                                         | Namur                | 50° 27′ 44″ nord, 4° 52′ 05″ est | 92094-CLT-0012-01   | |
| Évêché, ancien refuge de l'abbaye de Malonne |                                    | Rue de l'Évêché, n°1                                | Malonne              | 50° 27′ 47″ nord, 4° 51′ 34″ est | 92094-CLT-0013-01   | Évêché, ancien refuge de l'abbaye de Malonne |
| Hôtel de Groesbeeck - de Croix |                                    | Rue Joseph Saintraint, n°3                          | Namur                | 50° 27′ 48″ nord, 4° 51′ 40″ est | 92094-CLT-0014-01   | |
| Maison (façade et toiture) |                                    | Rue du Collège, n°41                                | Namur                | 50° 27′ 49″ nord, 4° 51′ 43″ est | 92094-CLT-0015-01   | Maison (façade et toiture) |
| Façades et toitures de l'immeuble sis rue du Collège, n°33 |                                    | Rue du Collège, n°33                                | Namur                | 50° 27′ 49″ nord, 4° 51′ 45″ est | 92094-CLT-0016-01   | Façades et toitures de l'immeuble sis rue du Collège, n°33 |
| Maison (façade gothique) |                                    | Rue des Brasseurs n°107                             | Namur                | 50° 27′ 43″ nord, 4° 51′ 49″ est | 92094-CLT-0024-01   | Maison (façade gothique) |
| Maison (façade) |                                    | Rue des Brasseurs n°109                             | Namur                | 50° 27′ 43″ nord, 4° 51′ 49″ est | 92094-CLT-0025-01   | Maison (façade) |
| Maison |                                    | Rue des Brasseurs n°171-173                         | Namur                | 50° 27′ 44″ nord, 4° 51′ 42″ est | 92094-CLT-0027-01   | Maison |
| Maison |                                    | Rue des Brasseurs n°175                             | Namur                | 50° 27′ 44″ nord, 4° 51′ 42″ est | 92094-CLT-0028-01   | Maison |
| Maison |                                    | Rue des Brasseurs n°183                             | Namur                | 50° 27′ 44″ nord, 4° 51′ 40″ est | 92094-CLT-0029-01   | Maison |
| Maison (façades et toitures) |                                    | Rue du Collège, n°31                                | Namur                | 50° 27′ 49″ nord, 4° 51′ 45″ est | 92094-CLT-0034-01   | Maison (façades et toitures) |
| Maison (façades et toitures) |                                    | Rue du Collège, n°35                                | Namur                | 50° 27′ 49″ nord, 4° 51′ 44″ est | 92094-CLT-0036-01   | Image manquanteTéléverser |
| Parc Louise-Marie |                                    | Rempart de la Vierge                                | Namur                | 50° 28′ 00″ nord, 4° 51′ 17″ est | 92094-CLT-0037-01   | Parc Louise-Marie |
| Maison (façade) |                                    | Rue de Bruxelles n°57                               | Namur                | 50° 27′ 57″ nord, 4° 51′ 41″ est | 92094-CLT-0043-01   | Maison (façade) |
| Ensemble formé par le parc de La Plante |                                    |                                                     | La Plante            | 50° 27′ 02″ nord, 4° 51′ 34″ est | 92094-CLT-0053-01   | Image manquanteTéléverser |
| La place du Marché aux Légumes |                                    |                                                     | Namur                | 50° 27′ 48″ nord, 4° 51′ 53″ est | 92094-CLT-0054-01   | La place du Marché aux Légumes |
| Hospice Saint-Gilles |                                    | Rue Notre-Dame, n°1                                 | Namur                | 50° 27′ 39″ nord, 4° 52′ 05″ est | 92094-CLT-0059-01   | |
| L'Église Saint-Jean-Baptiste |                                    | Place Marché-aux-Légumes                            | Namur                | 50° 27′ 48″ nord, 4° 51′ 55″ est | 92094-CLT-0061-01   | |
| Académie des Beaux-Arts, ancien Mont-de-Piété |                                    | Rue du Lombard, n°12-20                             | Namur                | 50° 27′ 52″ nord, 4° 52′ 13″ est | 92094-CLT-0062-01   | Académie des Beaux-Arts, ancien Mont-de-Piété |
| Tour Marie Spilar |                                    | Rue de la Tour, n° 7                                | Namur                | 50° 27′ 48″ nord, 4° 52′ 06″ est | 92094-CLT-0063-01   | Tour Marie Spilar |
| Tour dite Baduelle ou de la Monnaie et un fragment des remparts de la troisième enceinte fortifiée (XIV e s.), Rue Basse-Marcelle 16, actuellement à côté du n° 10 |                                    | Rue Basse-Marcelle 16, actuellement à côté du n° 10 | Namur                | 50° 27′ 54″ nord, 4° 51′ 44″ est | 92094-CLT-0064-01   | Tour dite Baduelle ou de la Monnaie et un fragment des remparts de la troisième enceinte fortifiée (XIV e s.), Rue Basse-Marcelle 16, actuellement à côté du n° 10                                      |
| Maison |                                    | Rue des Brasseurs n° 169                            | Namur                | 50° 27′ 44″ nord, 4° 51′ 43″ est | 92094-CLT-0066-01   | Maison |
| Le porche situé rue des Brasseurs, face à la rue du Président, appelé Porte de Sambre |                                    |                                                     | Namur                | 50° 27′ 43″ nord, 4° 51′ 50″ est | 92094-CLT-0067-01   | Le porche situé rue des Brasseurs, face à la rue du Président, appelé Porte de Sambre |
| Citadelle : porte de Bordial (ancien corps de garde et tunnel) |                                    |                                                     | Namur                | 50° 27′ 40″ nord, 4° 51′ 41″ est | 92094-CLT-0068-01   | Image manquanteTéléverser |
| Citadelle : porte de Bordial |                                    |                                                     | Namur                | 50° 27′ 40″ nord, 4° 51′ 40″ est | 92094-CLT-0069-01   | Citadelle : porte de Bordial |
| L'Église Saint-Jacques |                                    | Rue Saint-Jacques                                   | Namur                | 50° 27′ 55″ nord, 4° 51′ 51″ est | 92094-CLT-0071-01   | |
| Ancien Hôtel de Propper |                                    | Rue Joseph Saintraint, n° 1                         | Namur                | 50° 27′ 49″ nord, 4° 51′ 40″ est | 92094-CLT-0073-01   | Ancien Hôtel de Propper |
| Porte de Gravière. Porte du Refuge urbain de l'ancienne Abbaye de Floreffe |                                    | Rue de Gravière n° 2                                | Namur                | 50° 27′ 47″ nord, 4° 52′ 11″ est | 92094-CLT-0074-01   | |
| L'Arsenal, Rue de l'Arsenal, n° 7 |                                    | Rue de l'Arsenal n° 7                               | Namur                | 50° 27′ 51″ nord, 4° 51′ 27″ est | 92094-CLT-0075-01   | |
| Maison |                                    | Rue des Brasseurs n° 135                            | Namur                | 50° 27′ 43″ nord, 4° 51′ 46″ est | 92094-CLT-0076-01   | Maison |
| Maison |                                    | Rue Lelièvre n° 2                                   | Namur                | 50° 27′ 53″ nord, 4° 51′ 40″ est | 92094-CLT-0077-01   | Maison |
| Citadelle : Fort d'Orange |                                    |                                                     | Namur                | 50° 27′ 31″ nord, 4° 51′ 03″ est | 92094-CLT-0078-01   | Image manquanteTéléverser |
| Maison (façade et toiture avant) |                                    | Rue du Pont n°s 7-9                                 | Namur                | 50° 27′ 45″ nord, 4° 52′ 04″ est | 92094-CLT-0079-01   | Maison (façade et toiture avant) |
| Site urbain de la rue des Brasseurs |                                    | Rue des Brasseurs                                   | Namur                | 50° 27′ 44″ nord, 4° 51′ 39″ est | 92094-CLT-0080-01   | Site urbain de la rue des Brasseurs |
| L'Église Notre-Dame d'Harscamp |                                    | Rue Saint-Nicolas                                   | Namur                | 50° 27′ 49″ nord, 4° 52′ 17″ est | 92094-CLT-0081-01   | |
| Immeuble sis rue des Brasseurs, n° 170 |                                    | Rue des Brasseurs n° 170                            | Namur                | 50° 27′ 44″ nord, 4° 51′ 44″ est | 92094-CLT-0083-01   | Immeuble sis rue des Brasseurs, n° 170 |
| Hospice d'Harscamp (aile sud parallèle à la Meuse) (M) et ensemble formé par les divers bâtiments et les jardins (S) |                                    | Rue Saint-Nicolas n° 2                              | Namur                | 50° 27′ 47″ nord, 4° 52′ 17″ est | 92094-CLT-0085-01   | Image manquanteTéléverser |
| Maison |                                    | Rue des Brasseurs n°s 172-174                       | Namur                | 50° 27′ 44″ nord, 4° 51′ 43″ est | 92094-CLT-0086-01   | Maison |
| Maison |                                    | Rue des Brasseurs n° 176                            | Namur                | 50° 27′ 44″ nord, 4° 51′ 43″ est | 92094-CLT-0087-01   | Maison |
| Maison (façade et toiture) |                                    | Rue Lelièvre n° 24                                  | Namur                | 50° 27′ 56″ nord, 4° 51′ 40″ est | 92094-CLT-0088-01   | Maison (façade et toiture) |
| Maison, à l'angle des rues de l'Evêché et du Séminaire |                                    |                                                     | Namur                | 50° 27′ 49″ nord, 4° 51′ 33″ est | 92094-CLT-0089-01   | Maison, à l'angle des rues de l'Evêché et du Séminaire |
| Immeuble sis rue Grandgagnage, n° 7 |                                    | Rue Grandgagnage n° 7                               | Namur                | 50° 27′ 59″ nord, 4° 51′ 30″ est | 92094-CLT-0090-01   | Immeuble sis rue Grandgagnage, n° 7 |
| Immeuble sis rue Grandgagnage, n° 4 |                                    | Rue Grandgagnage n° 4                               | Namur                | 50° 28′ 01″ nord, 4° 51′ 31″ est | 92094-CLT-0091-01   | Immeuble sis rue Grandgagnage, n° 4 |
| Immeuble dit Café Parisien (façades et toitures), à l'angle des rues Cuvelier et Pépin |                                    |                                                     | Namur                | 50° 27′ 52″ nord, 4° 52′ 00″ est | 92094-CLT-0092-01   | Immeuble dit Café Parisien (façades et toitures), à l'angle des rues Cuvelier et Pépin |
| Ensemble formé par le Château David de Lossy et les terrains environnants |                                    |                                                     | Flawinne             | 50° 27′ 52″ nord, 4° 48′ 11″ est | 92094-CLT-0093-01   | |
| Ferme Notre-Dame au Bois |                                    | Rue Marcel-Lecomte                                  | Wépion               | 50° 26′ 20″ nord, 4° 50′ 07″ est | 92094-CLT-0094-01   | Image manquanteTéléverser |
| Citadelle de Namur |                                    | Citadelle                                           | Namur                | 50° 27′ 26″ nord, 4° 51′ 10″ est | 92094-CLT-0105-01   | |
| Les façades et les toitures de la maison et de la tourelle de l'escalier ainsi que la totalité du portail d'entrée situé à gauche de la maison de l'immeuble sis rue du Lombard n°22, à Namur |                                    | Rue du Lombard n°22                                 | Namur                | 50° 27′ 53″ nord, 4° 52′ 15″ est | 92094-CLT-0106-01   | Image manquanteTéléverser |
| Ancienne maison des Tanneurs sise rue Saint-Nicolas, n°1 à l'angle de la place l'Ilon à Namur |                                    | Rue Saint-Nicolas n°1                               | Namur                | 50° 27′ 49″ nord, 4° 52′ 16″ est | 92094-CLT-0107-01   | Ancienne maison des Tanneurs sise rue Saint-Nicolas, n°1 à l'angle de la place l'Ilon à Namur |
| Totalité de l'hôtel de Wasseige, situé rue de Bruxelles, n°55 et 55b |                                    | Rue de Bruxelles n°55 en 55b                        | Namur                | 50° 27′ 56″ nord, 4° 51′ 42″ est | 92094-CLT-0108-01   | Totalité de l'hôtel de Wasseige, situé rue de Bruxelles, n°55 et 55b |
| Les terrains constituant le point de vue, à Bouge |                                    |                                                     | Bouge                | 50° 28′ 15″ nord, 4° 53′ 14″ est | 92094-CLT-0110-01   | Image manquanteTéléverser |
| La pourprise, l'abreuvoir et le puits faisant partie de l'ancienne converterie de Daussoulx (M) ainsi que l'ensemble formé par toutes les constructions encore existantes de l'ancienne converterie citée ci-dessus, avec les terres limitrophes, y compris le chemin de l'abbaye (S) |                                    |                                                     | Daussoulx            | 50° 30′ 56″ nord, 4° 52′ 27″ est | 92094-CLT-0111-01   | Image manquanteTéléverser |
| L'église Saint-Martin et son ancien cimetière, à Dave |                                    | Rue du Rivage                                       | Dave                 | 50° 24′ 55″ nord, 4° 53′ 08″ est | 92094-CLT-0112-01   | L'église Saint-Martin et son ancien cimetière, à Dave |
| Le presbytère (Saint-Martin) à Dave |                                    |                                                     | Dave                 | 50° 24′ 55″ nord, 4° 53′ 14″ est | 92094-CLT-0113-01   | Image manquanteTéléverser |
| Le tilleul, sis dans l'entrée de la haie des pauvres à Dave |                                    |                                                     | Dave                 | 50° 24′ 57″ nord, 4° 53′ 45″ est | 92094-CLT-0114-01   | Image manquanteTéléverser |
| Ensemble formé par le château et son parc à Dave |                                    |                                                     | Dave                 | 50° 24′ 24″ nord, 4° 53′ 03″ est | 92094-CLT-0115-01   | Ensemble formé par le château et son parc à Dave |
| La chapelle Notre-Dame de Bon Secours, à Dave (M) ainsi que l'ensemble formé par la chapelle et les terrains environnants (S) |                                    | Dave                                                | Dave                 | 50° 25′ 14″ nord, 4° 53′ 01″ est | 92094-CLT-0116-01   | Image manquanteTéléverser |
| L'église Notre-Dame, à Gelbressée |                                    | Rue de Ferraire                                     | Gelbressée           | 50° 30′ 35″ nord, 4° 57′ 16″ est | 92094-CLT-0117-01   | L'église Notre-Dame, à Gelbressée |
| Ensemble formé par l'église Notre-Dame de Gelbressée et les terrains environnants |                                    |                                                     | Gelbressée           | 50° 30′ 35″ nord, 4° 57′ 14″ est | 92094-CLT-0118-01   | Image manquanteTéléverser |
| Le donjon d'Anhaive, dit Enhaive |                                    |                                                     | Jambes               | 50° 27′ 45″ nord, 4° 53′ 19″ est | 92094-CLT-0119-01   | |
| L'église Saint-Quentin de Lives-sur-Meuse |                                    | Chaussée de Liège                                   | Lives-sur-Meuse      | 50° 27′ 56″ nord, 4° 55′ 27″ est | 92094-CLT-0121-01   | L'église Saint-Quentin de Lives-sur-Meuse |
| Le presbytère attenant à l'église Saint-Quentin, à Lives-sur-Meuse |                                    |                                                     | Lives-sur-Meuse      | 50° 27′ 56″ nord, 4° 55′ 26″ est | 92094-CLT-0122-01   | Image manquanteTéléverser |
| Le rocher de la Roche à l'Argent à Lives-sur-Meuse |                                    | Rue de Loyers                                       | Lives-sur-Meuse      | 50° 27′ 48″ nord, 4° 55′ 37″ est | 92094-CLT-0123-01   | Le rocher de la Roche à l'Argent à Lives-sur-Meuse |
| Extension du Rocher de la Roche à l'Argent, à Lives-sur-Meuse, classé par arrêté royal du 13 janvier 1977 |                                    |                                                     | Lives-sur-Meuse      | 50° 27′ 48″ nord, 4° 55′ 37″ est | 92094-CLT-0124-01   | Image manquanteTéléverser |
| Les murs du jardin du presbytère et les murs du cimetière à Lives (M) ainsi que l'ensemble formé par l'église, le presbytère, le jardin, les dépendances et le cimetière (S) |                                    |                                                     | Lives-sur-Meuse      | 50° 27′ 55″ nord, 4° 55′ 25″ est | 92094-CLT-0127-01   | Image manquanteTéléverser |
| L'église paroissiale Saint-Berthuin, à Malonne |                                    | Fond de Malonne                                     | Malonne              | 50° 26′ 12″ nord, 4° 47′ 43″ est | 92094-CLT-0128-01   | L'église paroissiale Saint-Berthuin, à Malonne |
| L'ancienne carrière de roches éruptives située au hameau du Piroy, à Malonne |                                    | Piroy                                               | Malonne              | 50° 24′ 59″ nord, 4° 47′ 26″ est | 92094-CLT-0129-01   | Image manquanteTéléverser |
| Le site formé par les Rochers de Marche-les-Dames |                                    | Avenue Reine-Élisabeth                              | Marche-les-Dames     | 50° 28′ 41″ nord, 4° 56′ 10″ est | 92094-CLT-0130-01   | Le site formé par les Rochers de Marche-les-Dames |
| Les murs d'enceinte, l'autel, la croix et la plaque se trouvant dans le site de Marche-les-Dames, classé par arrêté du 30 décembre 1933 |                                    | Avenue Reine-Élisabeth                              | Marche-les-Dames     | 50° 28′ 54″ nord, 4° 56′ 55″ est | 92094-CLT-0131-01   | Image manquanteTéléverser |
| Les bâtiments et murailles de l'Abbaye du Vivier à Marche-les-Dames, à l'exception des constructions postérieures à la fin du XVIIIe siècle. |                                    | Rue Notre-Dame-du-Vivier                            | Marche-les-Dames     | 50° 29′ 20″ nord, 4° 57′ 24″ est | 92094-CLT-0133-01   | Les bâtiments et murailles de l'Abbaye du Vivier à Marche-les-Dames, à l'exception des constructions postérieures à la fin du XVIIIe siècle.                                                            |
| La chapelle d'Hastimoulin |                                    | Cité Germinal                                       | Saint-Servais        | 50° 28′ 23″ nord, 4° 51′ 29″ est | 92094-CLT-0134-01   | |
| Les trois parties anciennes (tour, chœur et transept) de l'église Saint-Hilaire à Temploux |                                    | Place Jacques-Madelin                               | Temploux             | 50° 28′ 59″ nord, 4° 45′ 03″ est | 92094-CLT-0135-01   | Les trois parties anciennes (tour, chœur et transept) de l'église Saint-Hilaire à Temploux |
| Ancienne église Saint-Martin |                                    | Frizet                                              | Vedrin et Saint-Marc | 50° 29′ 49″ nord, 4° 51′ 51″ est | 92094-CLT-0136-01   | Image manquanteTéléverser |
| Ensemble formé par le calvaire de Frizet et les arbres qui l'entourent |                                    | Frizet                                              | Vedrin et Saint-Marc | 50° 29′ 52″ nord, 4° 52′ 01″ est | 92094-CLT-0137-01   | Image manquanteTéléverser |
| L'église Notre-Dame-du-Rosaire de Wierde |                                    | Rue de Jausse                                       | Wierde               | 50° 25′ 31″ nord, 4° 57′ 01″ est | 92094-CLT-0138-01   | |
| Les façades et toitures et, à l'intérieur, quatre cheminées d'origine en pierre bleue de l'ancienne ferme d'Ahhaive, les façades et toitures de l'ancienne bergerie ainsi que les murs de clôture sis à Jambes (M) et l'ensemble formé par ces bâtiments et les terrains environnants (S) |                                    |                                                     | Jambes               | 50° 27′ 44″ nord, 4° 53′ 21″ est | 92094-CLT-0139-01   | Image manquanteTéléverser |
| Les façades et toitures de l'ensemble de l'immeuble sis à l'angle de la rue Grandgagnage n°2 A et 2 B et de la rue de Bruxelles n°71 |                                    | Rue Grandgagnage n°2A et 2B                         | Namur                | 50° 28′ 01″ nord, 4° 51′ 32″ est | 92094-CLT-0141-01   | Les façades et toitures de l'ensemble de l'immeuble sis à l'angle de la rue Grandgagnage n°2 A et 2 B et de la rue de Bruxelles n°71                                                                    |
| Les façades à rue et les toitures de l'immeuble sis rue de l'Ouvrage n°1 |                                    | Rue de l'Ouvrage n°1                                | Namur                | 50° 27′ 52″ nord, 4° 51′ 48″ est | 92094-CLT-0142-01   | Image manquanteTéléverser |
| Les façades et toitures de l'immeuble sis rue Saint-Nicolas n°59 |                                    | Rue Saint-Nicolas n°59                              | Namur                | 50° 27′ 51″ nord, 4° 52′ 19″ est | 92094-CLT-0143-01   | Les façades et toitures de l'immeuble sis rue Saint-Nicolas n°59 |
| La ferme-château et la chapelle Sainte-Apolline qui la jouxte à Wartet (M) ainsi que l'ensemble formé par cette ferme et ses abords (S) |                                    | Wartet                                              | Marche-les-Dames     | 50° 29′ 29″ nord, 4° 58′ 17″ est | 92094-CLT-0144-01   | |
| Les façades et toitures de l'immeuble sis Boulevard de la Meuse n°78 (anciennement 66) à Jambes |                                    | Boulevard de la Meuse n°78                          | Jambes               | 50° 27′ 11″ nord, 4° 51′ 47″ est | 92094-CLT-0147-01   | Image manquanteTéléverser |
| La chapelle du Saint-Sacrement, à Frizet |                                    | Frizet                                              | Vedrin et Saint-Marc | 50° 29′ 47″ nord, 4° 51′ 48″ est | 92094-CLT-0148-01   | Image manquanteTéléverser |
| Ancien Désert de Marlagne: chapelle Sainte-Marie-Madeleine, fournil, portail d'entrée et murs d'enceinte, Chemin des Carmes (M) et ensemble formé par ces constructions et leurs abords (S) |                                    |                                                     | Wépion               | 50° 25′ 20″ nord, 4° 51′ 06″ est | 92094-CLT-0149-01   | Image manquanteTéléverser |
| Pont de Jambes (M) et ensemble formé par le pont de Jambes et ses abords immédiats à savoir les deux berges de la Meuse et les voiries qui les bordent jusqu'aux alignements (S) |                                    |                                                     | Jambes               | 50° 27′ 30″ nord, 4° 51′ 58″ est | 92094-CLT-0150-01   | |
| L'Île de Dave |                                    | sur la Meuse...                                     | Dave                 | 50° 25′ 20″ nord, 4° 52′ 46″ est | 92094-CLT-0152-01   | |
| Les façades et toitures du pentagone formé par les bâtiments de la ferme de Ponty située chaussée de Louvain n°429 à Bouge (M) ainsi que l'ensemble formé par la ferme et les terrains environnants (S) |                                    | Chaussée de Louvain n°429                           | Bouge                | 50° 29′ 15″ nord, 4° 53′ 28″ est | 92094-CLT-0153-01   | Les façades et toitures du pentagone formé par les bâtiments de la ferme de Ponty située chaussée de Louvain n°429 à Bouge (M) ainsi que l'ensemble formé par la ferme et les terrains environnants (S) |
| Le centre du village de Bouge |                                    |                                                     | Bouge                | 50° 28′ 23″ nord, 4° 53′ 22″ est | 92094-CLT-0154-01   | Image manquanteTéléverser |
| La totalité de la chapelle Sainte-Wivinne (M) ainsi que l'ensemble formé par la chapelle et la parcelle qui l'entoure, tilleul y compris, à Temploux |                                    |                                                     | Temploux             | 50° 29′ 01″ nord, 4° 44′ 46″ est | 92094-CLT-0156-01   | Image manquanteTéléverser |
| La totalité de l'aile de l'ancien couvent des Célestines sise rue du Lombard, 79 à Namur | 20110715 namur04.jpg               | Rue du Lombard 79                                   | Namur                | 50° 27′ 57″ nord, 4° 52′ 14″ est | 92094-CLT-0157-01   | La totalité de l'aile de l'ancien couvent des Célestines sise rue du Lombard, 79 à Namur |
| Les façades et toitures de la maison de la Pierre du Diable |                                    | Rue de Dave n° 404                                  | Jambes               | 50° 26′ 39″ nord, 4° 52′ 02″ est | 92094-CLT-0158-01   | Image manquanteTéléverser |
| Les façades et toitures (y compris celles des ailes) du palais de Justice à Namur |                                    | Place du Palais-de-Justice                          | Namur                | 50° 27′ 54″ nord, 4° 51′ 34″ est | 92094-CLT-0159-01   | Les façades et toitures (y compris celles des ailes) du palais de Justice à Namur |
| Les façades et toitures du château-ferme, à Loyers (M) ainsi que l'ensemble formé par cet édifice et les terrains environnants (S) |                                    |                                                     | Loyers               | 50° 27′ 52″ nord, 4° 56′ 55″ est | 92094-CLT-0160-01   | Les façades et toitures du château-ferme, à Loyers (M) ainsi que l'ensemble formé par cet édifice et les terrains environnants (S)                                                                      |
| Les prairies sise face à l'île de Dave et du parc du château de Wasseige à Dave |                                    |                                                     | Dave                 | 50° 24′ 57″ nord, 4° 53′ 05″ est | 92094-CLT-0161-01   | Image manquanteTéléverser |
| Le site classé de l'île de Dave est étendu à l'îlot situé à la pointe aval de cette île, d'une part, et au bras davois de la Meuse non navigable et à la berge davoise dans sa portion naturelle, d'autre part. |                                    | sur la Meuse...                                     | Dave                 | 50° 25′ 20″ nord, 4° 52′ 46″ est | 92094-CLT-0162-01   | Image manquanteTéléverser |
| Bois du Coquelet |                                    |                                                     | Bouge                | 50° 28′ 07″ nord, 4° 52′ 48″ est | 92094-CLT-0164-01   | Image manquanteTéléverser |
| Les façades, les toitures et le mur de clôture du presbytère sis rue Fond du village à Wierde |                                    | Rue Fond du village                                 | Wierde               | 50° 25′ 31″ nord, 4° 57′ 04″ est | 92094-CLT-0166-01   | Les façades, les toitures et le mur de clôture du presbytère sis rue Fond du village à Wierde |
| Les façades et toitures de l'ensemble des bâtiments et le mur de clôture de la ferme sise rue de Jausse, 139 à Wierde (M), le site champêtre entourant les monuments classés du village et comprenant les murs de soutènement le long de la voirie et les bâtiments le long de la rue de Jausse n°s 152, 154, 156, 168, 178, 182, 188, 179, ainsi que la petite chapelle et rue du Fond du Village n°s 31, 32 et 33 (EA) et une zone de protection est établie aux abords de l'ensemble architectural (ZP) |                                    | Rue de Jausse n°139                                 | Wierde               | 50° 25′ 29″ nord, 4° 56′ 46″ est | 92094-CLT-0167-01   | ferme sise rue de Jausse |
| Les bosquets situés à proximité du château-ferme de Loyers |                                    |                                                     | Loyers               | 50° 27′ 59″ nord, 4° 56′ 46″ est | 92094-CLT-0169-01   | Les bosquets situés à proximité du château-ferme de Loyers |
| La ferme en long et ses petites dépendances situées en face (EA) ainsi que l'ensemble formé par ces bâtiments et les terrains environnants (S) |                                    |                                                     | Malonne              | 50° 26′ 38″ nord, 4° 47′ 50″ est | 92094-CLT-0171-01   | Image manquanteTéléverser |
| L'abribus situé avenue de La Plante, près du parc, à Namur |                                    | Avenue de La Plante                                 | Namur                | 50° 27′ 10″ nord, 4° 51′ 38″ est | 92094-CLT-0172-01   | Image manquanteTéléverser |
| Les façades aux rues et les versants de toitures aux rues de l'immeuble Bibot sis place Léopold à Namur |                                    | Place Léopold                                       | Namur                | 50° 28′ 06″ nord, 4° 52′ 04″ est | 92094-CLT-0174-01   | Les façades aux rues et les versants de toitures aux rues de l'immeuble Bibot sis place Léopold à Namur                                                                                                 |
| Maison aux deux vitrines - Immeuble sis avenue Jean Materne, n°82 et 84, à Jambes |                                    | Avenue Jean Materne n°82 et 84                      | Jambes               | 50° 27′ 26″ nord, 4° 52′ 11″ est | 92094-CLT-0175-01   | Maison aux deux vitrines - Immeuble sis avenue Jean Materne, n°82 et 84, à Jambes |
| Les façades et toitures des habitations sise avenue de la Pairelle, n°s 44 et 45 à Namur (M) ainsi que l'ensemble formé par les maisons sise avenue de la Pairelle, n° 44 et 45, la chapelle Notre-Dame de Lorette voisine et la dépendance au coin de la rue Dohet à Namur (EA) |                                    | Avenue de la Pairelle n°44 et 45                    | Namur                | 50° 26′ 29″ nord, 4° 51′ 33″ est | 92094-CLT-0176-01   | Image manquanteTéléverser |
| Théâtre Royal de Namur, depuis les façades principales et latérales y compris les toitures et l'intérieur jusqu'au rideau de fer |                                    | Place du Théâtre                                    | Namur                | 50° 27′ 52″ nord, 4° 52′ 05″ est | 92094-CLT-0177-01   | Théâtre Royal de Namur, depuis les façades principales et latérales y compris les toitures et l'intérieur jusqu'au rideau de fer                                                                        |
| Les façades et toitures de la maison sise rue des Brasseurs, n°5, y compris le jardinet avec son pavillon en fonte et garde-corps ainsi que l'escalier Louis XV à l'intérieur |                                    | Rue des Brasseurs n°5                               | Namur                | 50° 27′ 44″ nord, 4° 52′ 02″ est | 92094-CLT-0178-01   | Les façades et toitures de la maison sise rue des Brasseurs, n°5, y compris le jardinet avec son pavillon en fonte et garde-corps ainsi que l'escalier Louis XV à l'intérieur                           |
| Ensemble des façades et toitures ainsi que certains éléments intérieurs de l'immeuble sis rue Saint-Jean, 4-6 à Namur, à savoir: |                                    | Rue Saint-Jean n°4 et 6                             | Namur                | 50° 27′ 47″ nord, 4° 51′ 52″ est | 92094-CLT-0187-01   | Image manquanteTéléverser |
| Île Vas-t'y-Frotte |                                    | sur la Meuse... (La Plante)                         | Namur                | 50° 26′ 37″ nord, 4° 51′ 35″ est | 92094-CLT-0188-01   | |
| Les anciens Moulins de et à Beez (M), à savoir: a) l'aile principale et des deux ailes perpendiculaires du bâtiment A situé à l'est (façades, toitures, châssis des baies et l'entièreté de la structure intérieure en fonte et fer - colonnes et poutres) ; b) les façades, toitures et châssis du bâtiment B situé à l'ouest ; c) la passerelle qui relie les bâtiments A et B ; d) les façades et toitures de la maison du chef meunier Établissement d'une zone de protection (ZP)"                    |                                    |                                                     | Beez                 | 50° 27′ 56″ nord, 4° 54′ 26″ est | 92094-CLT-0190-01   | Les anciens Moulins de Beez |
| Ensemble formé par les terres, les prairies et les bâtiments agricoles du plateau de Berlacomine à Vedrin |                                    |                                                     | Vedrin               | 50° 29′ 02″ nord, 4° 51′ 25″ est | 92094-CLT-0192-01   | Ensemble formé par les terres, les prairies et les bâtiments agricoles du plateau de Berlacomine à Vedrin                                                                                               |
| Certaines parties de la Citadelle de Namur |                                    | Citadelle                                           | Namur                | 50° 27′ 34″ nord, 4° 51′ 52″ est | 92094-CLT-0195-01   | |
| L'ensemble de l'immeuble Patria, sis place Saint-Aubain n°3 à Namur, à l'exception de la salle de restaurant du rez-de-chaussée, de la cuisine, des sanitaires, de la verrière et de la cour arrière |                                    | Place Saint-Aubain n°3                              | Namur                | 50° 27′ 50″ nord, 4° 51′ 38″ est | 92094-CLT-0196-01   | L'ensemble de l'immeuble Patria, sis place Saint-Aubain n°3 à Namur, à l'exception de la salle de restaurant du rez-de-chaussée, de la cuisine, des sanitaires, de la verrière et de la cour arrière    |
| La façade avant et la toiture de la maison sise rue des Brasseurs, n°7 |                                    | Rue des Brasseurs n°7                               | Namur                | 50° 27′ 44″ nord, 4° 52′ 02″ est | 92094-CLT-0197-01   | Image manquanteTéléverser |

Monument de Namur repris dans la liste du patrimoine immobilier exceptionnel de la Région wallonne.
| Objet | Année de construction / Architecte | Adresse            | Section communale | Coordonnées                      | Numéro d’inventaire | Illustration |
| --- | ---------------------------------- | ------------------ | ----------------- | -------------------------------- | ------------------- | --- |
| Les stucs de l'hôtel de Gaiffier d'Hestroy                                                                                                  |                                    | Rue de Fer         | Namur             | 50° 27′ 56″ nord, 4° 51′ 55″ est | 92094-PEX-0001-02   | Les stucs de l'hôtel de Gaiffier d'Hestroy                                                                                                  |
| L'ensemble de l'église Saint-Loup à l'exception de l'orgue (partie instrumentale et buffet)                                                 |                                    | Rue du Collège     | Namur             | 50° 27′ 50″ nord, 4° 51′ 48″ est | 92094-PEX-0002-02   | L'ensemble de l'église Saint-Loup à l'exception de l'orgue (partie instrumentale et buffet)                                                 |
| L'ensemble de la Cathédrale Saint-Aubain à l'exception de l'orgue de chœur et de la partie instrumentale de l'orgue de tribune              |                                    | Place Saint-Aubain | Namur             | 50° 27′ 52″ nord, 4° 51′ 36″ est | 92094-PEX-0003-02   | |
| Le beffroi |                                    | Rue du Beffroi     | Namur             | 50° 27′ 50″ nord, 4° 52′ 01″ est | 92094-PEX-0004-02   | |
| Halle al'Chair |                                    | Rue du Pont        | Namur             | 50° 27′ 44″ nord, 4° 52′ 05″ est | 92094-PEX-0005-02   | |
| La porte de Bordial de la Citadelle |                                    |                    | Namur             | 50° 27′ 40″ nord, 4° 51′ 40″ est | 92094-PEX-0007-02   | Image manquanteTéléverser |
| L'Arsenal |                                    |                    | Namur             | 50° 27′ 51″ nord, 4° 51′ 27″ est | 92094-PEX-0008-02   | Image manquanteTéléverser |
| Le fort d'Orange de la Citadelle |                                    |                    | Namur             | 50° 27′ 31″ nord, 4° 51′ 03″ est | 92094-PEX-0009-02   | Image manquanteTéléverser |
| L'ensemble de l'église Notre-Dame à l'exception de l'orgue                                                                                  |                                    |                    | Namur             | 50° 27′ 49″ nord, 4° 52′ 17″ est | 92094-PEX-0010-02   | Image manquanteTéléverser |
| La Citadelle de Namur |                                    | Citadelle          | Namur             | 50° 27′ 26″ nord, 4° 51′ 10″ est | 92094-PEX-0011-02   | |
| Les rochers de Marche-les-Dames |                                    |                    | Marche-les-Dames  | 50° 28′ 41″ nord, 4° 56′ 10″ est | 92094-PEX-0012-02   | Les rochers de Marche-les-Dames |
| Les bâtiments et murailles de l'Abbaye du Vivier à Marche-les-Dames, à l'exception des constructions postérieures à la fin du XVIIIe siècle |                                    |                    | Marche-les-Dames  | 50° 29′ 20″ nord, 4° 57′ 24″ est | 92094-PEX-0013-02   | Les bâtiments et murailles de l'Abbaye du Vivier à Marche-les-Dames, à l'exception des constructions postérieures à la fin du XVIIIe siècle |
| Les parties suivantes de la Citadelle de Namur                                                                                              |                                    |                    | Namur             | 50° 27′ 34″ nord, 4° 51′ 52″ est | 92094-PEX-0014-02   | Les parties suivantes de la Citadelle de Namur                                                                                              |